# Alfred Sisley (Rose)
Die Rosensorte ‘Alfred Sisley’ (syn. ‘DELstrijor’, ‘Ivan Crowther’) ist eine orangerote bis rosarote, gelblichweiß gestreifte Strauchrose, die von Georges Delbard 1998 gezüchtet und 2004 in den Markt eingeführt wurde.

## Ausbildung

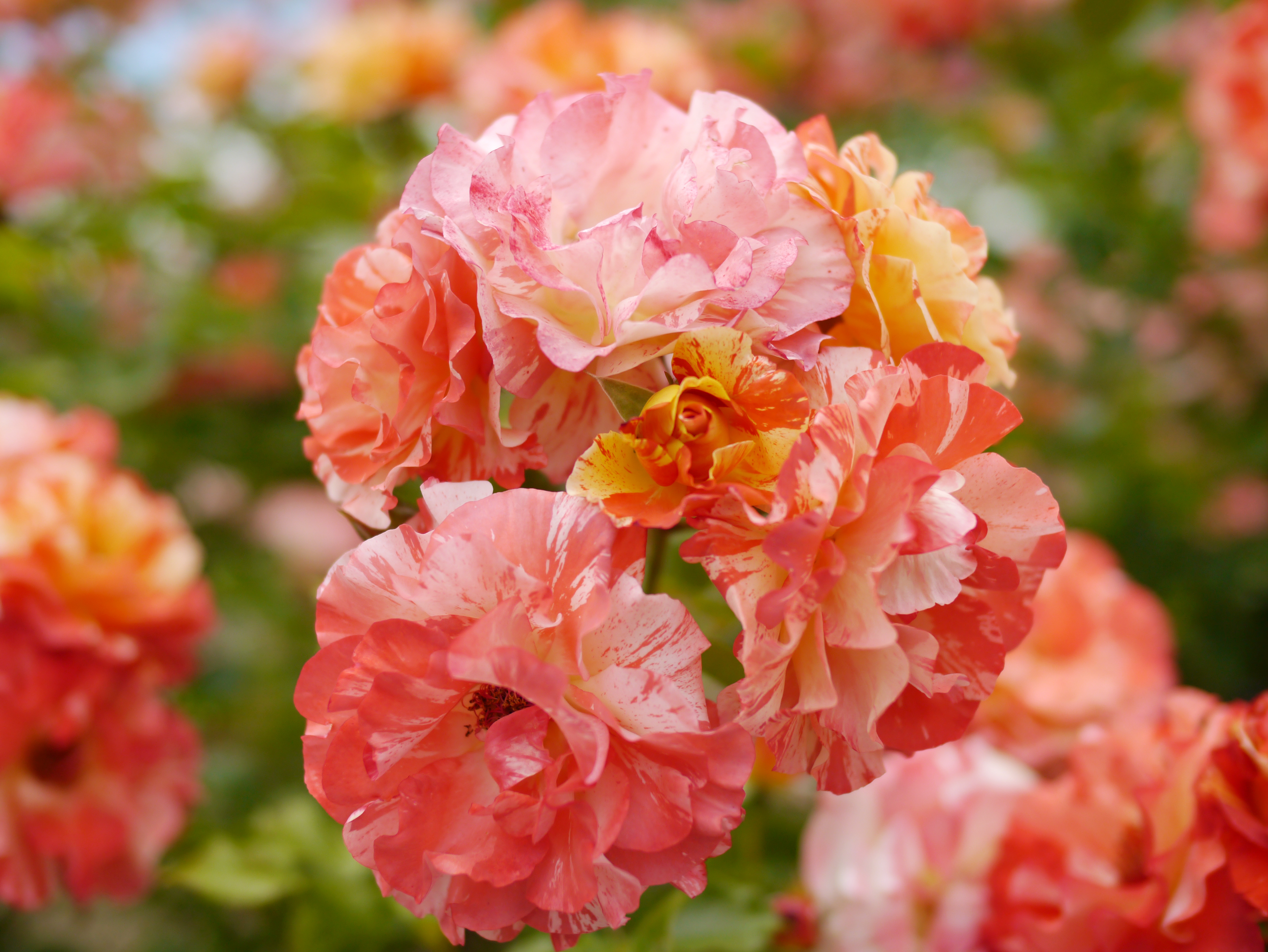
‘Alfred Sisley’ im Flower Festival Commemorative Park in Kani, Japan

Die buschig, aufrecht wachsende Rose ‘Alfred Sisley’ bildet einen kräftigen, kompakten Strauch aus. Die Rosenpflanze wird etwa 80 cm bis maximal 100 cm hoch und 50 bis 60 cm breit. Die büschelartig angeordneten Blüten werden aus 26 bis 40 gebogenen Petalen gebildet. Sie formen eine große, locker gefüllte Rosenblüte aus. Die 7 bis 19 cm großen, zartgelben Blüten sind rot-orange bis rosarot gestreift und gesprenkelt. Die Blüten variieren stark in ihrer Zeichnung. Die Rosensorte besitzt große, glänzende, dunkelgrüne, robuste Blätter. Die Rosensorte ‘Alfred Sisley’ zeichnet sich durch einen leichten, fruchtigen Duft nach Pfeffer, Ananas und Apfel aus.
Die remontierende Floribundarose ist winterhart (USDA-Klimazone 6b bis 9b). Sie blüht anhaltend von Juni bis zum ersten Frost und ist resistent gegenüber den bekannten Rosenkrankheiten.
Die Rosensorte gedeiht auf humosen Böden an sonnigen bis halbschattigen Standorten. Sie eignet sich zur Bepflanzung von Beeten, niedrigen Blumenrabatten, Kübeln und Bauerngärten. Die Rose ‘Alfred Sisley’ findet auch in der Floristik aufgrund ihrer außergewöhnlichen Färbung als Schnittblume Verwendung.
Die Rosensorte wird in zahlreichen Rosarien und Gärten der Welt, unter anderem im Newtown Park and Queensland State Rose Garden, im  Rosaholic's Southern California Garden, im  Roseraie Littéraire sowie im Peggy Rockefeller Rose Garden gezeigt.
Im Jahr 2004 wurde die Rosensorte mit einer Goldmedaille auf der Rosenschau in Le Roeulx ausgezeichnet.

## Namensgebung
Die Rose wurde von George Delbard zu Ehren des in Frankreich lebenden englischen Malers Alfred Sisley, einem der bedeutenden Vertreter des Impressionismus benannt. Sie gehört mit den Rosensorten ‘Henri Matisse’, ‘Marc Chagall’, ‘Maurice Utrillo’, ‘Camille Pissarro’, ‘Edgar Degas’, ‘Claude Monet’, ‘Paul Cézanne’ und ‘Paul Gauguin’ zu den so genannten französischen Malerrosen (Rose des Peintres).